# Malur elegant
El malur elegant (Malurus elegans) és una espècie d'ocell passeriforme de la família Maluridae. És sedentària i endèmica del sud-oest d'Austràlia Occidental.
El seu nom específic, elegans, significa 'elegant' en llatí.